# کامسول مولتی‌فیزیکس
نرم‌افزار کامسول مولتی‌فیزیکس (به انگلیسی: COMSOL Multiphysics) یک مجموعه کامل شبیه‌سازی است که می‌تواند معادلات دیفرانسیل سیستم‌های غیر خطی را توسط مشتق‌های جزئی به روش اجزاء محدود (FEM) در فضاهای یک، دو و سه بعدی حل نماید. این نرم‌افزار می‌تواند در حضور چالش‌هایی نظیر میدان‌های الکترومغناطیسی، کشش، دینامیک سیالات و دینامیک گاز به خوبی راهگشا باشد. COMSOL همچنین فرصتی برای حل مشکل به عنوان یک فرمول ریاضی (در فرم معادلات) و فیزیکی (انتخاب مدل فیزیکی، به عنوان مثال مدل فرایند انتشار) را به کاربر می‌دهد. بدیهی است، در هر مورد سیستم معادلات حل خواهد شد، تفاوت فقط در امکان استفاده از سیستم‌های فیزیکی و جسمی و واحدها نهفته‌است. به اصطلاح حالت فیزیکی، می‌توان از معادلات پیش تعریف شده برای اکثر پدیده‌های انجام گرفته در علوم و فناوری استفاده کرد، مانند انواع روش‌های انتقال حرارت و برق، تئوری الاستیسیته، نفوذ مولکولی و انتقال جرم و انتشار، انتشار موج و جریان سیال.
با استفاده از نرم‌افزار COMSOL Multiphysics می‌توان طراحی و شبیه‌سازی پروژه‌های مهندسی برق، مکانیک، علوم زمین، شیمی، فیزیک، نجوم و کوانتوم را انجام داد. همچنین این برنامه امکان تعامل با نرم‌افزارهای مهندسی دیگر مانند كتيا، متلب، سالیدورکس، اینونتور، اکسل و… را دارد.
این نرم‌افزار در سال ۱۹۸۶ توسط دانشجویان مؤسسه سلطنتی فناوری سوئد، فرهاد سعیدی Farhad Saeidi و سوانته لیتمارک Svante Littmarck ایجاد شد  و نیز نام قبلی این نرم‌افزار FEMLAB بوده‌است و از سال ۲۰۰۵ به COMSOL Multiphysics تغییر نام داده‌است. فملب مخفف آزمایشگاه متد اجزای محدود است که شباهت زیادی با نام نرم افزار متلب دارد . لازم به ذکر است که انجام پروژه با نرم افزار کامسول با متد اجزای محدود انجام می‌شود.
تاسیس شرکت
لیتمارک و سعیدی پس از مدتی شروع به بازاریابی و فروش برنامه‌های خود برای حل معادلات مهندسی کردند. در نهایت عقد قرارداد با شرکت مت ورکز (صاحب امتیاز نرم‌افزار MATAB) سبب شکوفایی این گروه شد. پس از همکاری شرکت مت ورکز، این شرکت تصمیم گرفت تا سود به دست آمده از قراردادهای قبلی را برای توسعه‌ی یک نرم‌افزاری جامع برای حل معادلات مهندسی سرمایه‌گذاری کنند.

## قابلیت‌های کلیدی نرم‌افزار COMSOL Multiphysics
- طراحی و شبیه‌سازی پروژه‌های مهندسی برق، مکانیک، علوم زمین، شیمی، فیزیک، نجوم و کوانتوم
- حل معادلات دیفرانسیل سیستم‌های غیر خطی توسط مشتق‌های جزئی روش المان محدود در فضاهای یک، دو و سه بعدی
- راهگشای خوبی در حضور چالش‌هایی نظیر میدان‌های الکترومغناطیسی، کشش، دینامیک سیالات و دینامیک گاز
- امکان تعامل با نرم‌افزارهای مهندسی دیگر مانند کتیا و متلب و سالیدورکس و اینونتور و اکسل و…
- قابلیت نصب هم بر روی ویندوزهای ۳۲ بیتی و هم ۶۴ بیتی
- قابلیت نصب در سیستم عامل Mac OS و Linux و...

## ماژول‌های نرم‌افزار کامسول مولتی‌فیزیکس
ماژول‌های نرم‌افزار کامسول مولتی‌فیزیکس به شش بخش کلی Multipurpose ,Chemical ,Fluid ,Mechanical ,Electrical و Interfacing تقسیم می‌شوند.
- AC/DC Module
- Acoustics Module
- Batteries & Fuel Cells Module
- CAD Import Module
- CFD Module
- Chemical Reaction Engineering Module
- Corrosion Module
- ECAD Import Module
- Electrochemistry Module
- Electrodeposition Module
- Fatigue Module
- Geomechanics Module
- Heat Transfer Module
- MEMS Module
- Microfluidics Module
- Molecular Flow Module
- Multibody Dynamics Module
- Nonlinear Structural Materials Module
- Optimization Module
- Particle Tracing Module
- Pipe Flow Module
- Plasma Module
- RF Module
- Semiconductor Module
- Structural Mechanics Module
- Subsurface Flow Module
- Wave Optics Module
- File Import for CATIA V5
- LiveLink for AutoCAD
- LiveLink for Creo Parametric
- LiveLink for Excel
- LiveLink for Inventor
- LiveLink for MATLAB
- LiveLink for Pro/ENGINEER
- LiveLink for Solid Edge
- LiveLink for SolidWorks
- LiveLink for SpaceClaim
- Material Library